# 大鵬幸喜
大鵬幸喜（日语： Taihō Kōki，1940年5月29日—2013年1月19日），原名納谷幸喜，烏克蘭文名伊凡·馬爾基揚諾維奇·博里什科（羅馬化：Ivan Markiianovych Boryshko），日本大相撲力士，第48代橫綱（1961年11月—1971年5月）。祖籍烏克蘭波爾塔瓦省魯尼夫希納（今屬哈尔科夫州），出生於樺太敷香郡敷香町（今俄羅斯庫頁島波羅奈斯克），之後在北海道川上郡弟子屈町川湯溫泉成長。父親是因俄國革命流亡樺太的烏克蘭人哥薩克騎兵隊將官馬爾基揚·博里什科，母親是日本人。
1960年代有「巨人、大鵬、玉子燒」的說法，並稱為「孩子們最喜愛的三項事物」。其創下的大相撲史上32回幕內優勝的紀錄，使他擁有「昭和的大橫綱」之美譽。被認為是日本的國民英雄，為社會帶來夢想、希望和勇氣的象徵。
他的孫子王鵬幸之介及夢道鵬幸成也是相撲力士，王鵬與夢道鵬的父親貴鬥力忠茂則曾是大鵬的婿養子（入贅並繼承家業的女婿）。

## 外部連結
- 第四十八代橫横綱 大鵬 官方網站 （页面存档备份，存于）
- 大鵬 幸喜 - goo 大相撲
- 昭和35年 大鵬－栃錦戰
- 大鵬幸喜 生涯星取表 （页面存档备份，存于）